# Concepción (Ocotepeque)
Concepción es un municipio del departamento de Ocotepeque en la República de Honduras.

## Toponimia
Su nombre es en honor a la Inmaculada Concepción de María, santa de la iglesia católica.

## Límites
| Orientación | Límite                                    |
| ----------- | ----------------------------------------- |
| Norte       | República de Guatemala                    |
| Sur         | Municipio de Sinuapa, Ocotepeque          |
| Sur         | Municipio de Ocotepeque, Ocotepeque       |
| Este        | Municipio de Dolores Merendón, Ocotepeque |
| Este        | Municipio de Sinuapa, Ocotepeque          |
| Oeste       | Municipio de Santa Fe, Ocotepeque         |

Está situado en el Valle de Ocotepeque, cerca del Cerro San Jerónimo.

## Historia
En 1836, lo llamaban El Jute.
En 1875, le dieron categoría de Municipio y le dejaron de nombre solo Concepción del Jute.
En 1889, en la División Política Territorial de 1889 formando parte del Distrito de Ocotepeque.
Últimamente, le dejaron solo Concepción.

## División Política
Aldeas: 4 (2013)
Caseríos: 55 (2013)
| Código | Aldea       |
| ------ | ----------- |
| 140301 | Concepción  |
| 140302 | San José    |
| 140303 | Santa Anita |
| 140304 | Tulas       |
|        | Vado Ancho  |
|        | Quilio      |
|        | El Obraje   |